# Jak romantycznie!
Jak romantycznie! – amerykańska komedia romantyczna z 2019 roku w reżyserii Todda Straussa-Schulsona. Autorkami scenariusza są Erin Cardillo, Dana Fox i Katie Silberman, w rolach głównych wystąpili Rebel Wilson, Liam Hemsworth, Adam DeVine i Priyanka Chopra. Film opowiada o kobiecie, która po uderzeniu w głowę budzi się w świecie stworzonym na wzór komedii romantycznych.
Premiera filmu odbyła się 13 lutego 2019, 28 lutego 2019 obraz trafił na platformę Netflix.

## Fabuła
W Australii, na początku lat dziewięćdziesiątych, dwunastoletnia Natalie ogląda Pretty Woman. Jej matka zabija entuzjazm dziewczynki, mówiąc, że w prawdziwym życiu kobiety takie jak one nie mają szans na szczęśliwe zakończenie. Dwadzieścia pięć lat później Natalie mieszka w Nowym Jorku i pracuje jako architekt. Ma niską samoocenę a koledzy z pracy zrzucają na nią swoje zadania. Kobieta odrzuca najlepszego przyjaciela, Josha, po tym jak ten zaprasza ją na karaoke i karci swoją asystentkę, którą przyłapuje na oglądaniu filmu Od wesela do wesela.
Wracająca z biura Natalie zostaje zaatakowana przez złodzieja. Walcząc z nim uderza głową o metalowy słup i traci przytomność. Po przebudzeniu zostaje powitana przez atrakcyjnego lekarza, który natychmiast zaczyna z nią flirtować. Zdezorientowana architektka wychodzi ze szpitala i zauważa, że Nowy Jork wygląda i pachnie o wiele lepiej niż zwykle. Na ulicy potrąca ją limuzyna, z której wychodzi lepsza wersja Blake’a, jednego z jej klientów. Mężczyzna odwozi ją do domu i zapisuje swój numer na płatkach kwiatów, które wrzuca do jej kapelusza.
Natalie wchodzi do mieszkania, które okazuje się być znacznie większe i ładniejsze niż przedtem. Jej, wcześniej niesforny, pies jest zadbany i posłuszny, szafa została zaopatrzona w oszamiałającą ilość butów a jej zrzędliwy sąsiad, Donny, zachowuje się niczym najbardziej stereotypowy homoseksualista. W pracy wszyscy są dla niej mili, oprócz Whitney, która została jej największym wrogiem. Natalie idzie na spacer z Joshem. Gdy przechodzą przez park Josh pomaga dławiącej się kobiecie, która okazuje się być znaną modelką i ambasadorką jogi. Isabella zaprasza go na randkę i zostawiają Natalie samą. Idąc przez miasto architektka zauważa dziwniejsze zmiany, takie jak dźwięki cenzurujące wypowiadane przez nią przekleństwa, i zdaje sobie sprawę, że utknęła w komedii romantycznej dozwolonej od trzynastego roku życia.
Natalie próbuje odtworzyć okoliczności, które doprowadziły ją do utraty przytomności, w nadziei, że pomoże jej to wrócić do poprzedniego życia. Usiłuje przekonać ludzi w metrze, by ją napadli. Gdy jej starania nie przynoszą rezultatów decyduje się skoczyć pod pociąg i zostaje powstrzymana przez Oficera Zgrabnego. Kobieta mówi, że nie potrzebuje ratunku, a policjant informuje ją, że nie ratuje jej tylko aresztuje za omijanie bramki. Na posterunku Natalie może wykonać tylko jeden telefon, a ponieważ nie pamięta numerów swoich przyjaciół i współpracowników postanawia podrzucić w powietrze płatki zawierające numer Blake’a. Spadają we właściwej kolejności. Blake odbiera ją z więzienia i zaprasza na randkę. Natalie stwierdza, że znalezienie prawdziwej miłości może zakończyć jej uwięzienie w rom-comie i akceptuje zaproszenie.
Donny pomaga przyjaciółce przygotować się na spotkanie. Randka zaczyna się na luksusowym jachcie Blake’a a kończy pocałunkiem w deszczu, na środku ulicy. Natalie czuje się rozczarowana faktem, iż, ze względu na przyznaną kategorię wiekową, nie może uprawiać seksu ze swoim partnerem. Blake wyznaje jej miłość, nie zmienia to jednak jej położenia. Zostają zaproszeni przez Isabellę na imprezę w jej posiadłości w Hampton. Podczas przyjęcia Isabella i Josh ogłaszają swoje zaręczyny a Natalie uświadamia sobie, że kocha swojego przyjaciela.
Natalie spędza noc w barze, śpiewając i usiłując przekonać Josha, by zerwał zaręczyny. Rano nakrywa Blake’a na przedstawianiu jej pracy jako swojej. Zrywa z nim i biegnie zatrzymać ślub Josha. Podczas dramatycznego przemówienia w kaplicy dociera do niej, że nie chodziło o miłość drugiej osoby a o kochanie samej siebie. Opuszcza ceremonię i kradnie samochód pary. Po chwili rozbija samochód i traci przytomność.
Budzi się w szpitalu i zostaje poinformowana przez lekarza, że zapadła w osiemnastogodzinną śpiączkę. Z radością odkrywa, że wszystko wróciło do normalności. Wraca do pracy i pokazuje Blake'owi swoją prezentację, a następnie umawia się na randkę z Joshem. Film kończy scena taneczna podczas której wszyscy bohaterowie śpiewają Express Yourself.

## Obsada
- Rebel Wilson jako Natalie
- Liam Hemsworth jako Blake
- Adam DeVine jako Josh
- Priyanka Chopra jako Isabella Stone
- Betty Gilpin jako Whitney
- Brandon Scott Jones jako Donny
- Tom Ellis jako doktor Todd
- Jennifer Saunders jako matka Natalie
- Jay Oakerson jako Gary
- Michelle Buteau jako Martina
- Esteban Benito jako oficer Zgrabny[3]

## Produkcja
23 maja 2016 ogłoszono, że Rebel Wilson zagra postać o imieniu Natalie w niezatytułowanym filmie New Line Cinema. Autorkami scenariusza zostały Erin Cardillo, Dana Fox i Katie Silberman, producentami zaś Todd Garner, Grant Scharbo i Gina Matthews. 22 marca 2017 ogłoszono, że Todd Strauss-Schulson wyreżyseruje film, którego tytuł brzmieć będzie Isn't it romantic. 10 maja do obsady dołączyli Adam DeVine i Liam Hemsworth a 14 czerwca Betty Gilpin.
Główne zdjęcia do filmu rozpoczęły się 10 lipca 2017 w Nowym Jorku.

## Odbiór

### Krytyka w mediach
W serwisie Rotten Tomatoes filmowi przyznano 69% na podstawie 149 recenzji, przy średniej ocenie 6,16/10. Na portalu Metacritic dostał on 60 punktów na 100 możliwych, w oparciu o 32.